# Igor Oleinikov

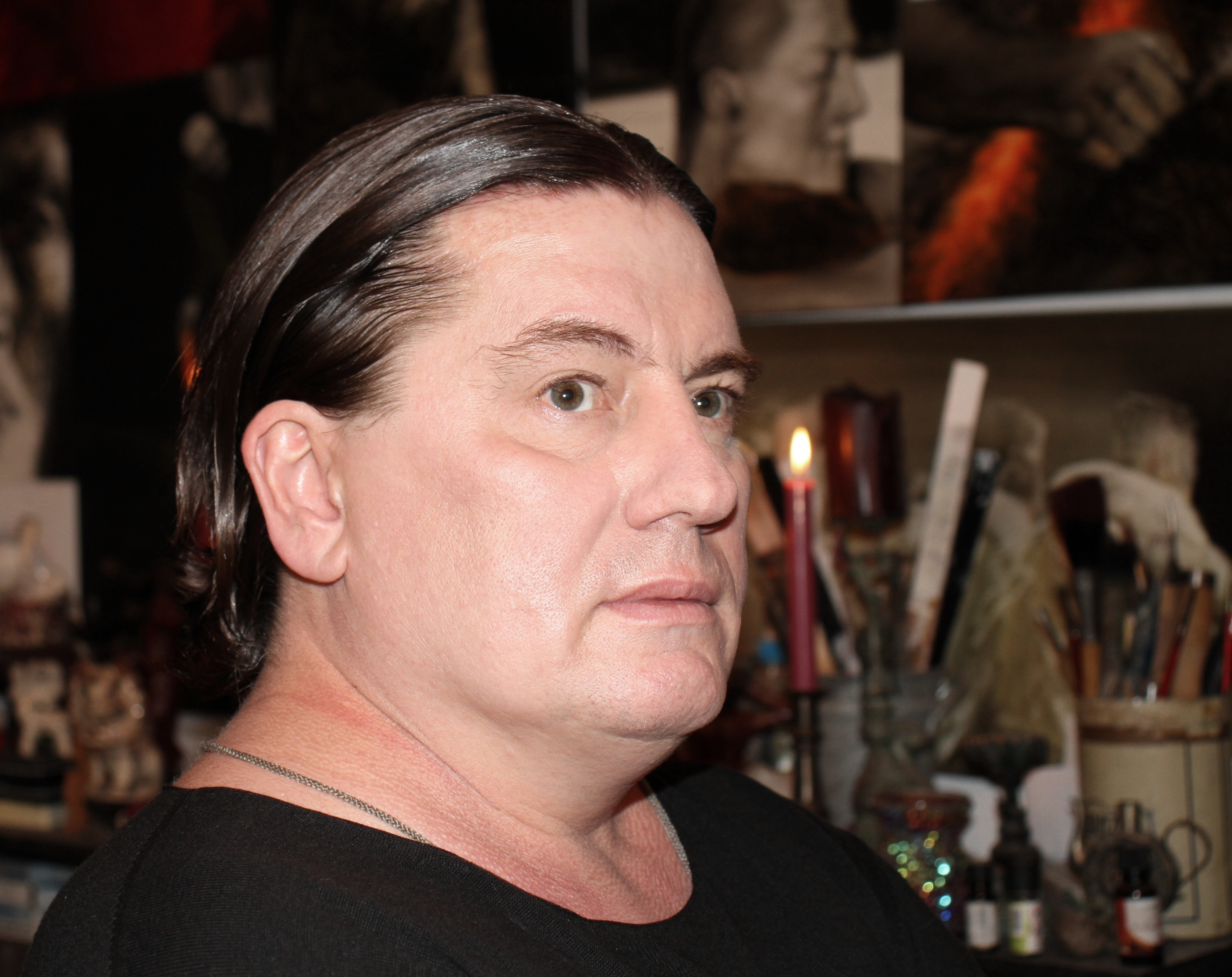
Igor Oleinikov, 2020

Igor Oleinikov (* 10. August 1968 in Krasnodar, Südrussland) ist ein zeitgenössischer deutscher Maler mit russischen Wurzeln. Sein Werk steht in Tradition der großen Kunst der Klassischen Moderne; dazu nutzt Oleinikov Elemente, die nicht allein in der Romantik, sondern weit vor dieser Epoche zu finden sind.
Die von Igor Oleinikov entwickelten Zeichen, die von äußerlicher Beschaffenheit abgehobene, surreale Farbgebung und die Abstraktionsgrade seiner Symbolik finden Ausdruck in höchst eigenständigen Bildwelten.

## Leben
Nach Abschluss an der Kunsthochschule Krasnodar 1987 arbeitete Igor Oleinikov zunächst als Agitprop-Maler für Plakate und Produktdarstellungen der Lederwarenfabrik Smirnov. Die von Michail Gorbatschow eingeleitete Perestroika und das Ende Oleinikovs Pflichtzeit beim sowjetischen Militär bedeutete seinen Aufbruch zu individuellen Ausdrucksformen und Wirkungszielen. Bereits ab 1990 hatte Oleinikov erste Ausstellungen in Krasnodar, Moskau und St. Petersburg.
Im anschließenden Jahr folgten sein Umzug in die russische Hauptstadt sowie weitere Ausstellungen.
Im Mai 1996 veröffentlichte der russische Playboy in seiner sechsten Ausgabe die Sequenz von sechs farbstarker Szenarien von Momenten der unbeherrschbaren Befreiung. Trotz der erotischen, fast popartigen Interpretation, zum Beispiel des Flirts des sich als zahmer Stier getarnten Zeus mit Europa oder eines lüsternen Väterchen Frost und die ihn in russisch-orthodoxen Neujahrsnächten begleitende Snegurotschka, korrespondiert Oleinikov auch in diesen Gemälden mit seinen jugendlichen Einflüssen Pieter Bruegel d. Älteren und dessen „verkehrte Welten“.
Gleichwohl finden sich in Oleinikovs extrovertierten Stimmungen keine entstellten Ausbrüche; bei ihm bleiben es Spiegelungen von Seelen und ihrer Umgebung: sensible daher zerbrechliche Seelenwelten. Im Rückblick von 2015 beschreibt die Religionswissenschaftlerin und Kunsthistorikerin Andrea El-Danasouri seine Bildsprache als „äußerst komplex, jedes kleine Detail seiner Werke ist beabsichtigt und ein Bedeutungsträger.“
Noch in seiner Moskauer Zeit, auf einem antiquarischen Büchermarkt, fiel Igor Oleinikov Goethes Faust in die Hände. Es war die russische Übersetzung von Boris Pasternak, und Oleinikov beschloss, diese Verse auch im Original lesen zu können. Aus dem Russland Boris Jelzins, knapp zehn Jahre nach Glasnost siedelte Oleinikov nach Deutschland über und begann 1997 das Studium an der Kunstakademie Karlsruhe in der Klasse von Meuser; schon im selben Jahr folgten Ausstellungen seiner gezeichneten Inspirationen nach Mozarts Zauberflöte, zu Wilhelm Hauffs Kleinem Muck und E.T.A. Hoffmanns Nussknacker in der Kunsthalle Karlsruhe bzw. im Stuttgarter Wilhelmspalais; kurz darauf beantragte und erhielt Oleinikov die Deutsche Staatsbürgerschaft.
Um sich künstlerisch expressiver zu entwickeln wechselte Igor Oleinikov 1999 zu Jörg Immendorff an die renommierte Kunstakademie Düsseldorf. Nach künstlerischen Auseinandersetzungen trat er 2001 in die Klasse von Markus Lüpertz über. Als dessen Meisterschüler schloss er sie 2003 ab: „Es wäre zu einfach, bei den Bildern von Igor Oleinikov das Russische zu sehen und dennoch ist man verführt, der Bequemlichkeit halber daraus vieles zu erklären. Erwecken die Bilder von Igor Wehmut, Weite und Seele; Attribute, die sich nur thematisch gesehen mit dieser russischen Seele verbinden. Igor malt sicherlich aus vielen, aus anderen und aus diesen Gründen.“ (Markus Lüpertz)
Nach eigenen Ateliers in Karlsruhe und Düsseldorf hielt sich Oleinikov im Jahr 2005 für Ausstellungen seiner Geheimnisvollen Landschaften am Centro Cultural Sao Lourenco an der Algarve auf. Im Weiteren arbeitete er in Almancil an den Entwürfen von zehn Festwagen für den Karnevalszug in Loulé.
In dieser Zeit entwickelte sich zwischen ihm und dem dort ansässigen Günter Grass eine künstlerische Freundschaft. Sie ging jedoch nicht so weit, dass er den Vorschlag des Schriftstellers annahm, ab jetzt ebenfalls mit dem Blut von Tintenfischen zu zeichnen. Igor Oleinikov nutzt weiterhin konventionelle Materialien wie Graphit, Kohle, Ölstift und Öl auf hochwertig grundierten Leinwänden.

## Werk
Igor Oleinikov konzipiert seine Bilder auf dem Fundament poetischer Notizen und altmeisterlich vorbereiteter Skizzen: quasi als Ur-Essenz für die daraus später entstehenden Gemälde. Doch trotz einer offensichtlichen Präzision entstehen sie im eigentlichen Malprozess aus der Symbiose von Zufälligkeit, Reflexion und spontaner Erweiterung.
So zeigen Oleinikovs Gemälde niemals dokumentarische Porträts der Menschen, von den Tieren oder Abbildungen der sie umgebenden Landschaften. Ihre Gesichter, die Blicke der Tiere, die Natur stehen ausschließlich als Symbole für magische, bikulturelle Welten aus eigens dazu entwickelten Zeichen.
Karin Thomas schreibt dazu in Sturm - Expeditionen eines Bilderkämpfers (S. 7–9): „Wer immer das Berliner Atelier […] betritt, wird unwillkürlich von der herausfordernden Melancholie der hier versammelten großformatigen Gemälde in Bann gezogen. Weit entfernt von jeder modischen Attitüde, begegnet man in den asphalttonigen Bildern Oleinikovs einer malerisch ausgereiften Sublimation von Selbstanalyse und Realitätserfahrung. Jedes Sujet verweigert eine direkt ablesbare Bildanekdote. Der Prozess des Malens erweist sich vielmehr als ein existenzielles Geschehen, in dessen Verlauf der Künstler seine Emotionen verortet und sich selbst reflektierend zu umgreifen versucht.“ Und Elisabeth Alt von der deutschen Vogue vom 20. September 2005 (S. 204) empfindet: „In Oleinikovs Werken prallt kühler Realismus auf Landschaften der Seele. […] So wirken seine Landschaften auf den ersten Blick romantisch. Aber Oleinikov verzichtet auf die getreue Wiedergabe zugunsten einer tief empfundenen Lichtmagie. Die Flächen scheinen gesprayt, sind jedoch filigran gemalt, die Farben sehen realistisch bis expressiv aus: Flüsse in Dunkelrot wallen wie Lava, an einem tannengrünen Ufer gähnt ein orange-glühendes Loch, die Himmel sind bleiweiß oder gelb bis roséviolett.“
Eine Reihe von Werkrepros derartiger Landschaften wurde 2017 im französischen Kunst Magazin Artension Nr. 144 veröffentlicht.
Mitunter erinnern Oleinikovs Gemälde an Filmbilder Andrej Tarkowskijs. Es sind fein gearbeitete Elemente in ihren Tiefen und mit großen Motiven im Vordergrund: versiegelte Bewegungen, eingefroren in komplizierter Mischtechnik. Dazu verknüpft Oleinikov die Natur mit melancholisch anmutenden Traummotiven. Die Kompositionen seiner Kreaturen – befangene Menschen wie ungezähmte Tiere des Waldes – sind gebrochen von farblich satt verfremdeten Elementen.
Derartige Bildkompositionen enthalten seine Zuversicht selbst zu einer postapokalyptischen Evolution unseres Planeten: Oleinikovs Farbwelt beißt sich mit monochromem Graphit, gleichwohl weckt das darin spürbare Seelendilemma der Protagonisten gleich mehrfach Assoziationen zu ihrer Sensibilität, ihrem wachen Sinnieren, ihres Denkens und ihrer unerklärbaren Anteilnahme an dem sie betrachtenden Gegenüber: an uns. Inmitten der Schatten- und Lichtwelten verkörpern diese Bildgestalten verschlüsselte Zeichen zur Hilfestellung, die eigene Individualität gegen die Masse zu schützen und persönliche Würde zu bewahren.
Neben den Filmen Tarkowskijs, Kurosawas, Iñárritus, der Literatur Dostojewskis, Gogols, auch Wolfgang v. Goethes und Dante Alighieris gehören die tieferen Ebenen der filmischen Erzählung von Camerons Avatar – Aufbruch nach Pandora zu Oleinikovs Impulsquellen; jedoch begleiten sie lediglich den Prozess seines Ausdrucks: „Fremd bin ich eingezogen, fremd zieh‘ ich wieder aus“, dichtete Wilhelm Müller in der von Franz Schubert vertonten Winterreise und vorformuliert damit die Kernhaltung dieses zeitgenössischen Künstlers, dessen „künstlerische Sozialisation“ ihn gemäß Paul Kaiser „auf solch' prägnante Weise von den ironischen Spaß- und Lebenswelten der westeuropäischen Spätmoderne trennt.“ Vor diesen Hintergründen gelingt es Igor Oleinikov, sogar Vergils Führung durch das jenseitige der Göttlichen Komödie als komplexes Diesseits abzubilden und diese auf unsere einzige Welt zurückzuwerfen. Swantje Karich von der FAZ ergänzt: „Albträume quält wohl die Figur auf Igor Oleinikovs Gemälden bei [Galerie] Döbele aus Dresden: Wiederholt kämpft hier ein Mann mit unsichtbaren Mächten. Es sind voyeuristische Blicke in die Albträume eines Fremden, die unweigerlich und brutal zu denen des Betrachters werden.“

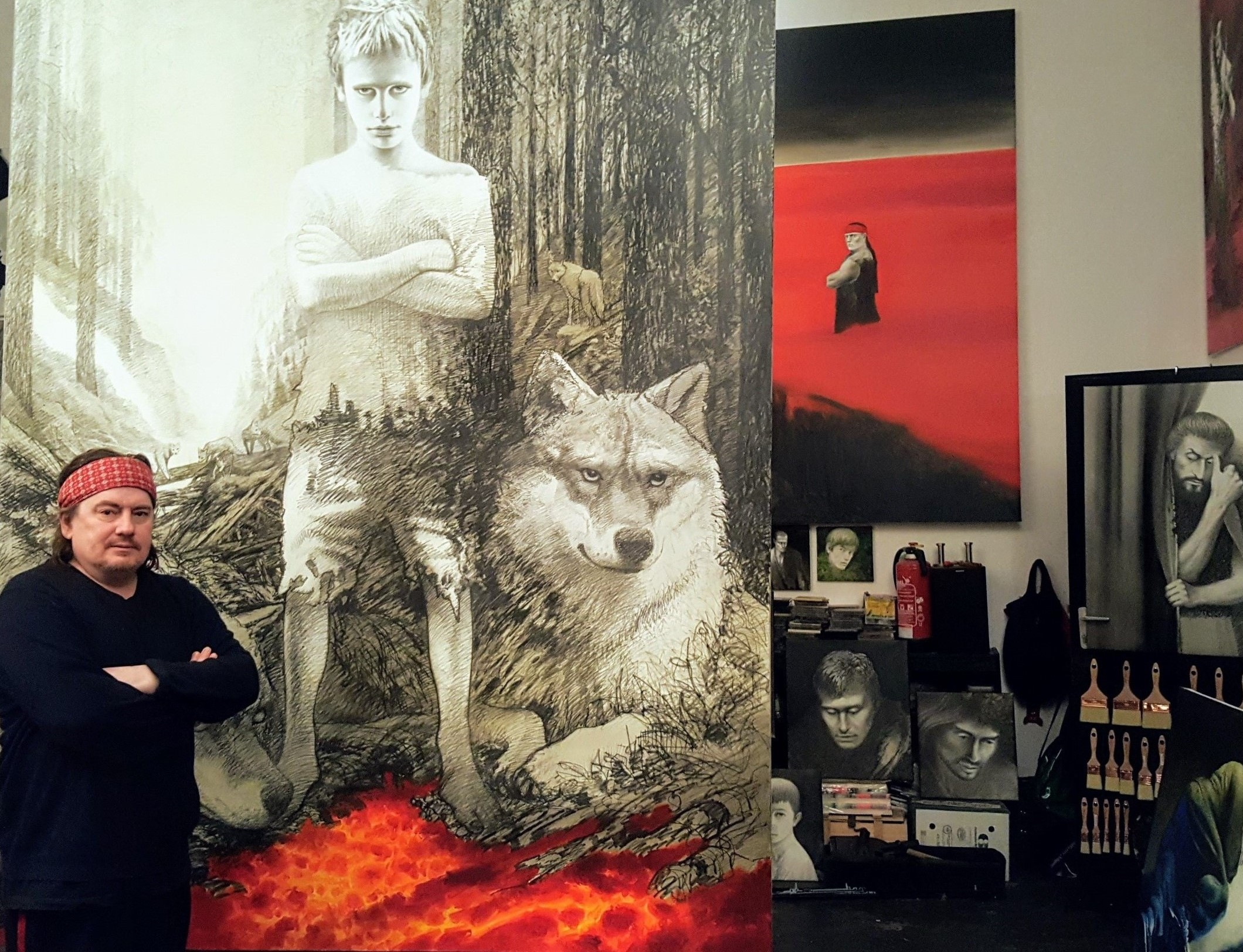
Oleinikov vor Der Wächter, 2021

Trivial wäre es, dem Maler selbst diese Zerrissenheit zuzuschreiben: Igor Oleinikov interpretiert als bildender Künstler unsere komplexe Welt. Auf einzigartige Weise erzeugt er damit Empathie, und aufgrund seiner Bildkompositionen werden wir konfrontiert mit unendlichen Gefühlen, aber materiell begrenzten Ressourcen – zutiefst mag er damit beunruhigen; Veit Stiller von Die Welt stellt fest: „Dann ist da noch das Rot. In vielen der zumeist in Oliv bis Schwarz gehaltenen Gemälden prangt leuchtende Rot und auch das ist zu deuten: Roter Teppich, fließende Lava, Metallschmelze, Feuerwalze, Blutströme […] Man wird nicht fertig mit diesen Bildern, und das macht sie noch verführerischer. Das Licht kommt immer aus der Szenerie, zuweilen als ein Gleißen aus dem Nebel.“ Almut Andreae vom Berliner Tagesspiegel, zudem für die Potsdamer Neueste Nachrichten, schrieb anlässlich Oleinikovs Ausstellung Versiegelte Zeit im KunstHaus Potsdam: „Sie ziehen den Blick magisch in andere Welten, die Bilder von Igor Oleinikov. Ungewöhnlich sind sie, höchst ungewöhnlich, voller Kraft und ausdrucksstark. In der Ausstellung […] gilt es einen Künstler zu entdecken, dessen Vorstellungskraft und technisches Repertoire den gewohnten Mainstream weit hinter sich lässt.“ Die renommierte Kunsthistorikern Dorothee Baer-Bogenschütz titelte in dem 2021 von Stiftung Kunstfonds geförderten Katalog Lotse eine weitere Intention Oleinikovs: „Was der Mensch ist und wonach er sich sehnt, bewegt Igor Oleinikov in Hybridkompositionen mit Wölfen und anderen Waldbewohnern“ (S. 3) und führt in dem Kapitel: Neuer Schwerpunkt Menschenbild (S. 8) weiter aus: „Er schafft Traumbilder mit unterschiedlich ausgeprägtem und nachvollziehbarem Wirklichkeitsbezug, transportiert Visionen und Utopien. Bestechend in ihrer realistischen und zugleich märchenhaft versponnenen sowie irrationalen Prägung fesseln sie den Betrachter nicht zuletzt durch introvertierte Züge: Oft senken die Figuren den Blick.“
Seit 2007 lebt und arbeitet Igor Oleinikov vor allem in Berlin.

## Wissenswertes
Igor Oleinikov darf nicht verwechselt werden mit dem russischen Illustrator für Kinderbücher Igor Oleynikov aus Ljuberzy bei Moskau, mitunter ebenfalls geschrieben als Oleinikov.
Die im Jahr 1995 im Medien Verlag, Karlsruhe zur Ausstellung der Galerie Haus Kreutler unter dem Titel: Russian Funny Folk abgedruckten 40 Ölgemälde stammen ausschließlich von dem in diesem Artikel beschriebenen Künstler.
Die sechs farbigen Grafiken zu E.T.A. Hoffmanns „Nussknacker und Mäusekönig“ erscheinen 1998 in der Rökan-Edition unter dem Namen Zeppelin Oleinikov.

## Einzelausstellungen (Auswahl ab 1993)
- 1993 Deutsche Botschaft, Moskau, Russland
- 1993 Galerie Neo-Shag, Museum Puschkin-Haus, Moskau, Russland
- 1995 Gallery NB, Moskau, Russland
- 1995 Russian Funny Folk, Gallery Haus Kreutler, Karlsruhe
- 1997 E.T.A. Hoffmann Der Nussknacker, Wilhelmspalais, Stadtmuseum Stuttgart
- 1997 Wilhelm Hauff Die Geschichte von dem kleinen Muck, Staatliche Kunsthalle Karlsruhe
- 2003 Galerie Burkhard Eikelmann, Düsseldorf
- 2004 One Artist Show, Art Frankfurt, Art Galerie 7, Frankfurt am Main
- 2005 Galerie Helga Hofman, Alphen aan den Rijn, Niederlande
- 2005 Art Galerie 7, Köln
- 2005 Paisagens Misticas (Geheimnisvolle Landschaften), Centro Cultural Sao Lourenco, Almancil, Portugal
- 2006 Versiegelte Zeit, Kunstverein KunstHaus Potsdam, Potsdam
- 2008 Sturm, Galerie Döbele, Dresden
- 2009 Brandlegen, Sentjabrist, Berlin
- 2010 Vorwärts, Galerie Döbele, Dresden
- 2011 Igor Oleinikov, Kunstverein Südsauerland
- 2012 Galerie Hegemann, München
- 2013 Fährtenleser, Neue Kunst Gallery Michael Oess, Karlsruhe
- 2015 Farbe beißt Graphit, Museum und Museumsverein, Residenzschloss Arolsen, Bad Arolsen
- 2015 Schwur, Neue Kunst Gallery, Karlsruhe
- 2015 Neue Kunst Gallery, Hofburg, Wien, Österreich
- 2016 Igor Oleinikov - Malerei - Neue Arbeiten, Art 7 Galerie, Köln
- 2016 Scout und Philosoph, Einzelausstellung, Galerie Döbele, Dresden
- 2017 Glanz und Gloria - Künstler der Galerie, Art 7 Galerie, Köln
- 2018 Mündung, Neue Kunst Gallery, Karlsruhe
- 2020 Wege, Schaudepot, Döbele Kunst Mannheim, Mannheim
- 2021 Lichtmagie (One Artist Show), aufgrund der COVID-19-Pandemie anstelle der Art Karlsruhe im Schaudepot: Döbele Kunst Mannheim, Mannheim
- 2021 Lotse, Christian Marx Galerie, Düsseldorf
- 2022 Der Zeichner, Neue Kunst Gallery Michael Oess, Karlsruhe

## Gruppenausstellungen (Auswahl ab 1991)
- 1991 South-91, Zentrale Ausstellungshalle Krasnodar, Russland
- 1992 The First Night in St. Petersburg, Galerie Neo-Shag, Russland
- 1992 Deutsche Botschaft, Moskau, Russland
- 1993 David Hall, Cardiff, England
- 1993 ART-MIF-93, Manege Moskau, Moskau, Russland
- 1993 Art Frankfurt Galerie Neo-Shag, Frankfurt am Main
- 1996 Städtische Galerie, Robert-Schumann-Haus, Zwickau
- 2004 Art Moskau, Art Galerie 7, Moskau, Russland
- 2006 Art Moskau, Art Galerie 7, Moskau, Russland
- 2007 Neue Kunst Gallery, Karlsruhe
- 2011 Art Karlsruhe, One Artist Show, Döbele Kunst Mannheim und Neue Kunst Gallery
- 2012 Russische Balance, Igor Oleinikov, Vitali Safronov, Galerie Hegemann, München
- 2013 Art Istanbul, Galerie Pages, Istanbul, Türkei
- 2013 Schaffens(t)räume, Kunstsammlung Gera Orangerie, Gera
- 2016 Art Strasbourg, Neue Kunst Gallery, Strasbourg, Frankreich
- 2019 Volta Basel, Christian Marx Galerie, Basel, Schweiz
- 2019 Touch Wood, Museum Moderner Kunst Kärnten (MMKK), Littmann Kulturprojekte, Klagenfurt, Österreich
- 2020 Art Bodensee, Galerie Hegemann, Dornbirn, Österreich
- 2021 Sylt Art Fair (One Artist Show), Geuer & Geuer Art, List auf Sylt
- 2022 L. A. Art Show, Los Angeles, Kalifornien, USA, Neue Kunst Gallery Michael Oess, Karlsruhe
- 2022 10Y-Celebration, Galerie Hegemann, München
- 2022 Sylt Art Fair (One Artist Show), Geuer & Geuer Art, List auf Sylt
- 2022 NordArt, Mehran Contemporary, Kunstwerk Carlshütte, Büdeldorf

## Werke in öffentlichen Sammlungen (Auswahl)
- Galerie Neue Meister, Albertinum, Staatliche Kunstsammlungen Dresden
- Museum am Dom, Würzburg
- Staatsbibliothek zu Berlin, Stiftung Preußischer Kulturbesitz
- Museum Art.Plus, Donaueschingen

## Galerien
- Döbele Kunst Mannheim
- Geuer & Geuer ART, Düsseldorf
- Galerie Hegemann, München
- Christian Marx Galerie, Düsseldorf
- Mehran Contemporary, Hamburg

## Filme, AV-Portraits, Videoclips (Auswahl)
- Art Initials 915, I.O.-Irrlichter, Konzept, Realisation: Esther Schneider (2021), für Galerie Döbele Kunst Mannheim
- Igor Oleinikov - Maler, Konzept, Regie: Michael F. Huse (2021)
- Igor Oleinikov - Tiefen in Berlin, Buch, Regie: Michael F. Huse (2020)
- Oleinikov by Anton I. Kuzmenko, Buch, Regie: Anton I. Kuzmenko (2018)
- The Genesis of a Painting by Igor Oleinikov, Realisation: Martin Holsten, Tilman Stalleicken (2012)